# Ангуасс
Ангуа́сс, Анґуасс (фр. Angoisse) — муніципалітет у Франції, у регіоні Нова Аквітанія, департамент Дордонь. Населення — 591 особа (01.01.2021).
Муніципалітет розташований на відстані близько 400 км на південь від Парижа, 150 км на північний схід від Бордо, 45 км на північний схід від Періге.

## Демографія
Динаміка населення (INSEE  ):

## Економіка
2010 року серед 383 осіб працездатного віку (15—64 років) 274 були активними, 109 — неактивними (показник активності 71,5%, у 1999 році було 66,8%). З 274 активних мешканців працювало 245 осіб (131 чоловік та 114 жінок), безробітними було 29 (12 чоловіків та 17 жінок). Серед 109 неактивних 36 осіб було учнями чи студентами, 44 — пенсіонерами, 29 були неактивними з інших причин.

У 2010 році в муніципалітеті числилось 251 оподатковане домогосподарство, у яких проживали 585,0 особи, медіана доходів виносила 15 116 євро на одного особоспоживача